# Павловский сельсовет (Назаровский район)
Па́вловский сельсовет — муниципальное образование (сельское поселение) в Назаровском районе Красноярского края. Административный центр — село Павловка.

## География
Павловский сельсовет находится на западнее районного центра. Удалённость административного центра сельсовета — села Павловка от районного центра — города Назарово составляет 52 км.

## История
Павловский сельсовет наделён статусом сельского поселения в 2005 году.

## Население
| 2010 | 2012  | 2013  | 2014  | 2015  | 2016  | 2017  |
| ---- | ----- | ----- | ----- | ----- | ----- | ----- |
| 1511 | ↘1447 | ↘1440 | ↘1419 | ↘1377 | ↘1362 | ↘1339 |

Гендерный состав
По данным Всероссийской переписи населения 2010 года 709 мужчин и 802 женщины из 1511 чел.

## Состав сельского поселения
В состав сельского поселения входят 5 населённых пунктов:
| № | Населённый пункт | Тип населённого пункта       | Население |
| - | ---------------- | ---------------------------- | --------- |
| 1 | Захаринка        | деревня                      | ↘151      |
| 2 | Куличка          | деревня                      | 124       |
| 3 | Новониколаевка   | деревня                      | 128       |
| 4 | Павловка         | село, административный центр | 928       |
| 5 | Сютик            | деревня                      | 180       |